# Kővágóörs
Kővágóörs község Veszprém vármegyében, a Tapolcai járásban, a Balatontól pár kilométerre. Szent István király korától az 1950-es megyerendezésig Zala vármegyéhez tartozott.

## Fekvése
Kővágóörs az 1984-ben tájvédelmi körzetté nyilvánított Káli-medence déli kapujának tekinthető. Egy jó másfél kilométeres partszakasza és partközeli településrésze, Pálköve révén Balaton-parti település is egyben, de magát a falut alacsony dombok választják el a tótól.
A közvetlenül határos települések: észak felől Köveskál, északkelet felől Zánka, kelet felől Balatonszepezd, délkelet felől Révfülöp, délnyugat felől Balatonrendes és Salföld, nyugat felől Kékkút, északnyugat felől pedig Mindszentkálla és Szentbékkálla.

### Megközelítése
Legfontosabb közúti megközelítési útvonala az ország távolabbi részei felől a Balaton északi partján végigkanyargó 71-es főút, ezen érhető el keleti és nyugati irányból is. Lakott területén azonban csak a Révfülöp-Köveskál közt húzódó 7314-es út halad végig, Kékkúttal és azon keresztül a mintegy 16 kilométerre lévő Tapolca térségével pedig a 73 133-as számú mellékút köti össze.
A hazai vasútvonalak közül a (Budapest–)Börgönd–Szabadbattyán–Tapolca-vasútvonal érinti, de annak nincs megállási pontja a határai között. A legközelebbi vasúti csatlakozási lehetőséget így a vonal Révfülöp vasútállomás biztosítja, Kővágóörs központjától nagyjából 4 kilométerre délkeletre.

## Története

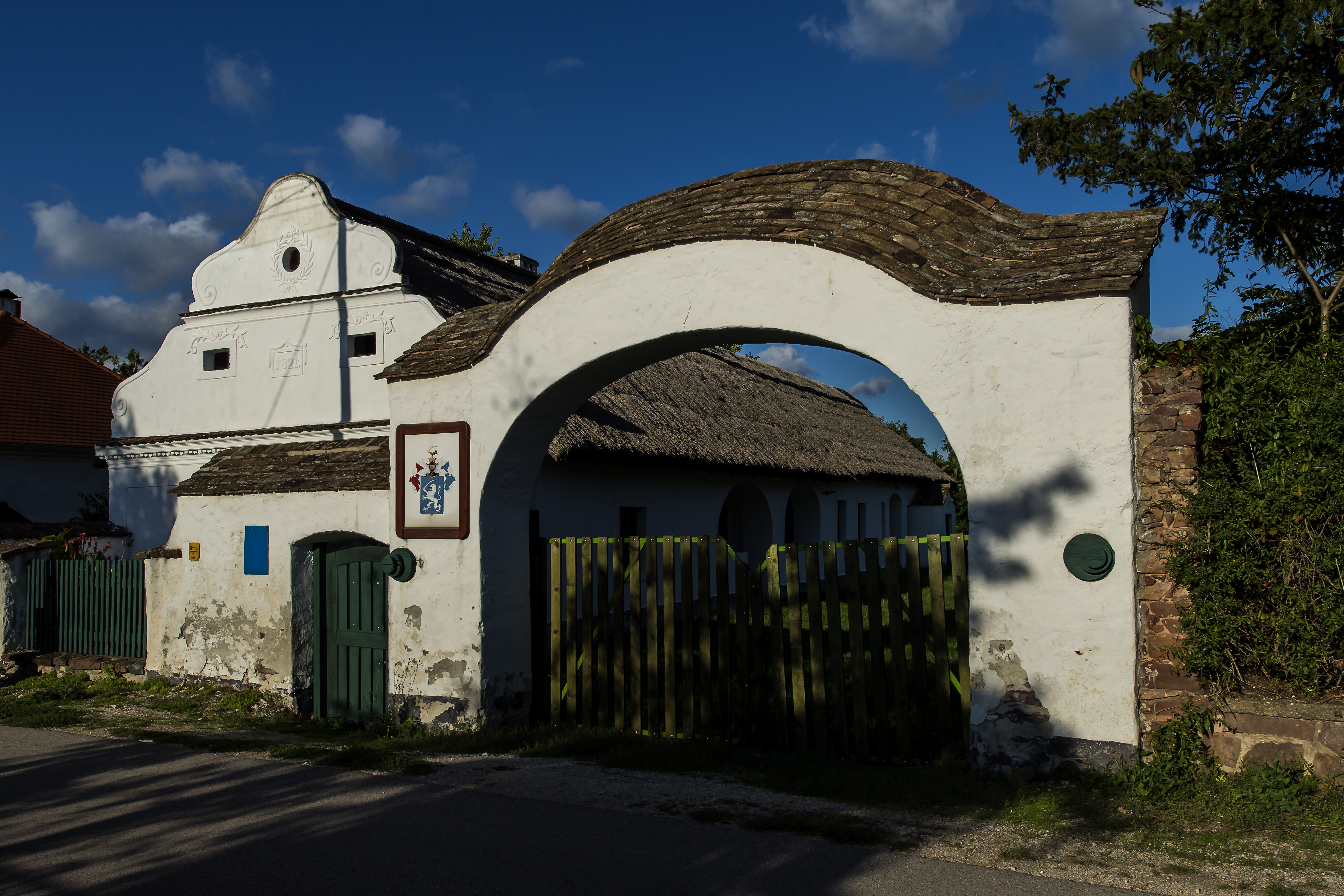
A tájház kapuja

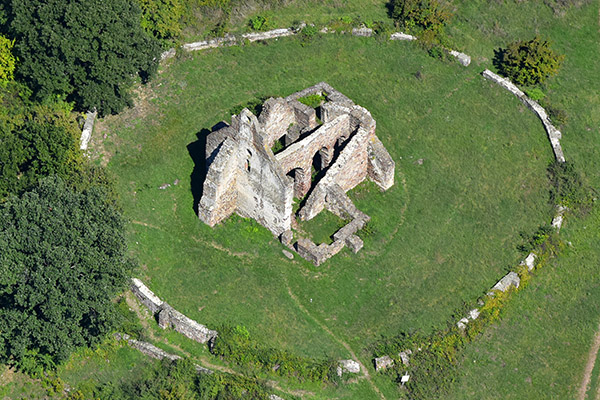
Ecséri (vagy Ecsérpusztai) templomrom

A honfoglaláskor ez a vidék az Örs-nemzetség szállásterülete volt, innen a település nevének második része. Kővágóörs első okleveles említése 1263-ból való, ekkor még Szent-László-Örsnek nevezték. Szent László király emléke máig él a néprajzkutatók által gyűjtött helyi mondákban, melyek szerint vizet fakasztott itt is, a Káli-medence lakóinak. 1321-ben, mint Ciberjén-Örs szerepel (Örsi Ciprián nemesúr után). 1351-ben Cibriánfölde-Örs, de ugyanakkor Nagy-Örs nevet is viselt. 1394-ben már Boldogasszonyörs néven említik az oklevelet. Ez a sokféle Örs később a mai Kővágóörsbe olvadt össze, s a reformáció után már csak e néven említik.
Elsősorban a XVIII. századtól, de már korábban is a Káli-medence egyik legfontosabb településének számított.
Az Árpád-korig visszavezethető ősi nemesi családjainak tagjai többször töltötték be Zala vármegye alispáni tisztét. Az úgynevezett Kerkápoly-ház, mely 1995 óta a falu tájháza, egykori tulajdonosa, Kerkápoly István alispán után kapta a nevét.
A falu határában hajdani apró települések templomromjai (Sóstókál, Kisőrs, Ecsér) a török korban elpusztult falvakra emlékeztetnek.

### Reformáció és ellenreformáció
A reformáció első és legrégibb ágának, a lutheri evangélikus hitnek ősi fészke volt, amit az 1841-1843-ban működő klasszicista, egyemeletes, négyosztályos kis gimnázium is bizonyított.
(Az épület ma is áll (Jókai út 24.), egy ideig a kővágóörsi általános iskola egy alsó tagozatos osztályának nyújtott elhelyezést.) A kivételes panorámát nyújtó templomdombon álló hófehér műemlék evangélikus temploma 1264-ben épült, berendezése a barokk faművesség kivételesen gazdag terméke.
Közvetlen közelében emelték az ellenreformáció korában a katolikus templomot 1773-ban Eszterházy Károly egri püspök segítségével. A felszentelésre 1802-ben került sor. Helyi elnevezéssel „dac-templom”-ként is emlegetik. Közvetlenül a másik templom bejárata elé húzták fel, így szemből teljesen takarja azt.
A faluban ezen kívül még számos műemlék népi lakóház található.

### A mezőváros
Mivel Kővágóörshöz tartozott 1943-ig Révfülöp az ottani révkikötővel, a Balaton déli partvidékéről származó termékeknek (gabona, állatok) is fontos kereskedőhelye volt. A mezőváros rangot az 1800-as években elnyerő település lakóinak sajátos rétege volt az itt élő zsidó közösség, mely zsinagógát épített és német nyelvű iskolát is fenntartott. A Balaton felé lejtő déli kitettségű szőlőhegyein (Ecsér, Tepécs) bort termeltek. Itt és Szentbékkállán országos vásárokat tartottak.

### A 20. században
A lakosság száma 1851-ben 1699 lélek volt.
A két világháború sok áldozatot követelt, 1944-ben pedig elvitték és megölték a zsidó lakosságot. Az 1950-es években megindult az erőszakos TSZ-szervezés. A község a 20. századi urbanizációs folyamatokba forgalmi helyzete és földrajzi adottságai miatt nem tudott bekapcsolódni, lakói közül sokan elköltöztek a közeli (Tapolca, Balatonfüred) vagy távolabbi városokba, a lakosság elöregedett.
A 19. század végén kialakított polgári közigazgatási rendszerben Kővágóörs nem csak elvesztette mezővárosi rangját és címét, hanem kisközséggé alakult, és az alapvető helyi feladatokat a Balatonrendesre és Balatonszepezdre is kiterjedő körjegyzőség látta el. Ez a társulás egészen 1950-ig fennmaradt azzal, hogy 1943-ban a Kővágóörs határából különvált Révfülöp is a tagja lett (tulajdonképpen maradt).
1950-ben gyökeres változás állt be. A tanácsrendszer első időszakában Kővágóörsnek és a szomszédos falvaknak önálló tanácsuk volt, csak a két legapróbb, Salföld és Kékkút alkotott kezdettől közös tanácsot, így Kékkút kivételével minden faluban helyben volt a közigazgatás alapfokú szerve. 1965 közepétől azonban Kővágóörs közös tanácsi székhely lett, ahova először Kékkút lett társközségként beosztva (Salföld egyidejűleg Balatonrendes társközsége lett), majd 1970 közepén ide olvasztották be Balatonhenye, Köveskál, Mindszentkálla és Szentbékkálla addig önálló tanácsait is, így a Káli-medence Kővágóörs központtal egységesült közigazgatásilag. Ez a helyzet azonban hamarosan megváltozott, amikor 1973-ban a közös tanácsot összevonták Révfülöp addig önálló tanácsával, és az új, nagyobb egység székhelye ez utóbbi település lett. Révfülöp egyre növekvő idegenforgalmi jelentőségére és városiasodó jellegére, valamint a hét község együttesen közel 5000 főnyi népességére tekintettel a közös tanács nagyközségi rangot kapott, ami a helyiek számára azt jelentette, hogy míg az alapfokú közigazgatási funkciók Révfülöpre kerültek, egyes bonyolultabb ügyeket ezentúl ugyanott lehetett elintézni, nem kellett miattuk a járási székhelyre, Tapolcára utazni.
A közös tanácsok felbomlásának 1987-ben megkezdődött folyamata elérte Kővágóörsöt is, 1990. január 1-jén a község kivált a révfülöpi közös tanácsból, miközben a többi hat község együtt maradt.
A 20. század végi rendszerváltás a tanácsrendszer megszűnését, az önkormányzati rendszer bevezetését eredményezte, a közös tanácsok helyett is minden községben önálló önkormányzat alakult. A helyi közigazgatásban azonban továbbra is lehetőség van a szövetkezésre körjegyzőségi formában. A nagyközségi címet megtartó Révfülöpön 1990 óta önálló polgármesteri hivatal működik, a korábbi közös tanács többi községe viszont két körjegyzőséget hozott létre: Kővágóörshöz Kékkút csatlakozott, a maradék négy község pedig Köveskál központtal társult. 2004-ben azonban Kővágóörs és Kékkút szövetkezése megszűnt, mindkét község önálló polgármesteri hivatalt kezdett el működtetni, így az utóbbi alig 100 lakosával az ország legkisebb önálló közigazgatást fenntartó községe lett. (Ez a helyzet 2008-ban szűnt meg, amikor Mindszentkálla Kékkúthoz társult, kilépve a köveskáli körjegyzőségből.)

### Bebírók
Számos művész és e tájat megszerető városi értelmiségi, a Káli-medencében elterjedt kifejezéssel: „bebíró” vett házat (leginkább nyaralónak) a 70-es évek közepétől a faluban.
Ekkor alakult meg (1979) a Káli Vidék Baráti Köre, későbbi nevén a Káli Medence Környezetvédelmi Társaság. Feléledt a tradicionális nádazó mesterség és új házak is épültek a régi stílusban. A felvásárolt épületek zöme ma igényesen felújított, leginkább rusztikus módban, vagy enyhén elegyítve azt a modernebb megjelenéssel.
A község általános iskolája 2008 nyarán bezárt, az épületbe egészségügyi központot terveznek. Rendelkezik napköziotthonos óvodával, postával, Művelődési Házzal – benne könyvtárral és internet lehetőséggel –, orvossal, állatorvossal, fodrásszal, több élelmiszerbolttal, nyilvános telefonfülkével. A falu lakóinak egy része szőlőművelésből él, mások a falusi turizmusból. Hangulatos vendéglője és panziói közkedveltek. A minőségi idegenforgalom fellendítésére alakult a Káli-Pont. A környezet továbbra is megkapóan mediterrán.
Búcsúnapja az augusztus 20-i ünnep mellé eső Nagyboldogasszony napja (augusztus 15.), vagy az azt követő vasárnap.

## Növényzet és táj
A jellegzetes permi vöröskőből álló hegysort gazdag gombászó területeiről híres mészkerülő tölgyesek borítják, helyenként vérpiros virágú és itt ritkaság-számba menő törpecserjével, a csarabbal.

## Közélete

### Polgármesterei
- 1990–1994: Dr. Szabó Béla (független)[6]
- 1994–1998: Szabó Dénesné (független)[7]
- 1998–2002: Szabó Dénesné (független)[8]
- 2002–2006: Molnár József (független)[9]
- 2006–2010: Molnár József (független)[10]
- 2010–2014: Horváth Dezső (független)[11]
- 2014–2019: Horváth Dezső (független)[12]
- 2019–2024: Horváth Dezső (független)[13]
- 2024– : Horváth Dezső (független)[1]

## Népesség
A település népességének változása:
| Lakosok száma | 819  | 801  | 783  | 693  | 599  | 635  | 648  |
|               | 2013 | 2014 | 2015 | 2021 | 2022 | 2023 | 2024 |

A 2011-es népszámlálás során a lakosok 77,3%-a magyarnak, 2,1% németnek, 2,4% cigánynak mondta magát (22,4% nem nyilatkozott; a kettős identitások miatt az végösszeg nagyobb lehet 100%-nál). A vallási megoszlás a következő volt: római katolikus 42,4%, református 2,1%, evangélikus 7,5%, felekezeten kívüli 10,9% (36,8% nem nyilatkozott).
2022-ben a lakosság 86%-a vallotta magát magyarnak, 3,5% németnek, 1,3% cigánynak, 0,5% románnak, 3% egyéb, nem hazai nemzetiségűnek (13,2% nem nyilatkozott; a kettős identitások miatt a végösszeg nagyobb lehet 100%-nál). Vallásuk szerint 39,4% volt római katolikus, 7,8% evangélikus, 3,5% református, 0,5% görög katolikus, 0,2% egyéb keresztény, 0,8% egyéb katolikus, 10,7% felekezeten kívüli (36,9% nem válaszolt).

## Nevezetességei

### A kőtenger

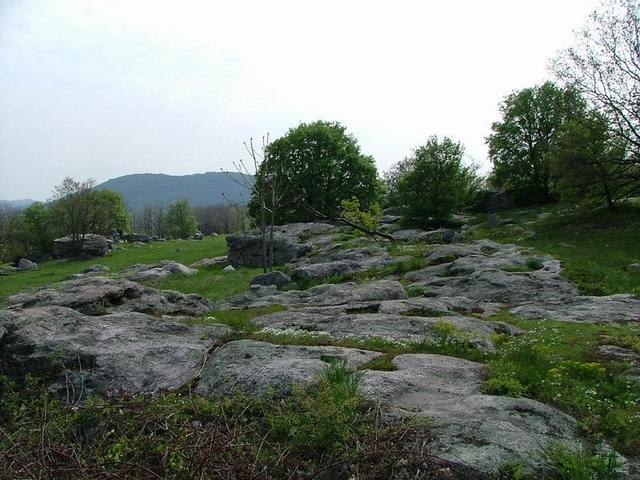
A kőtenger

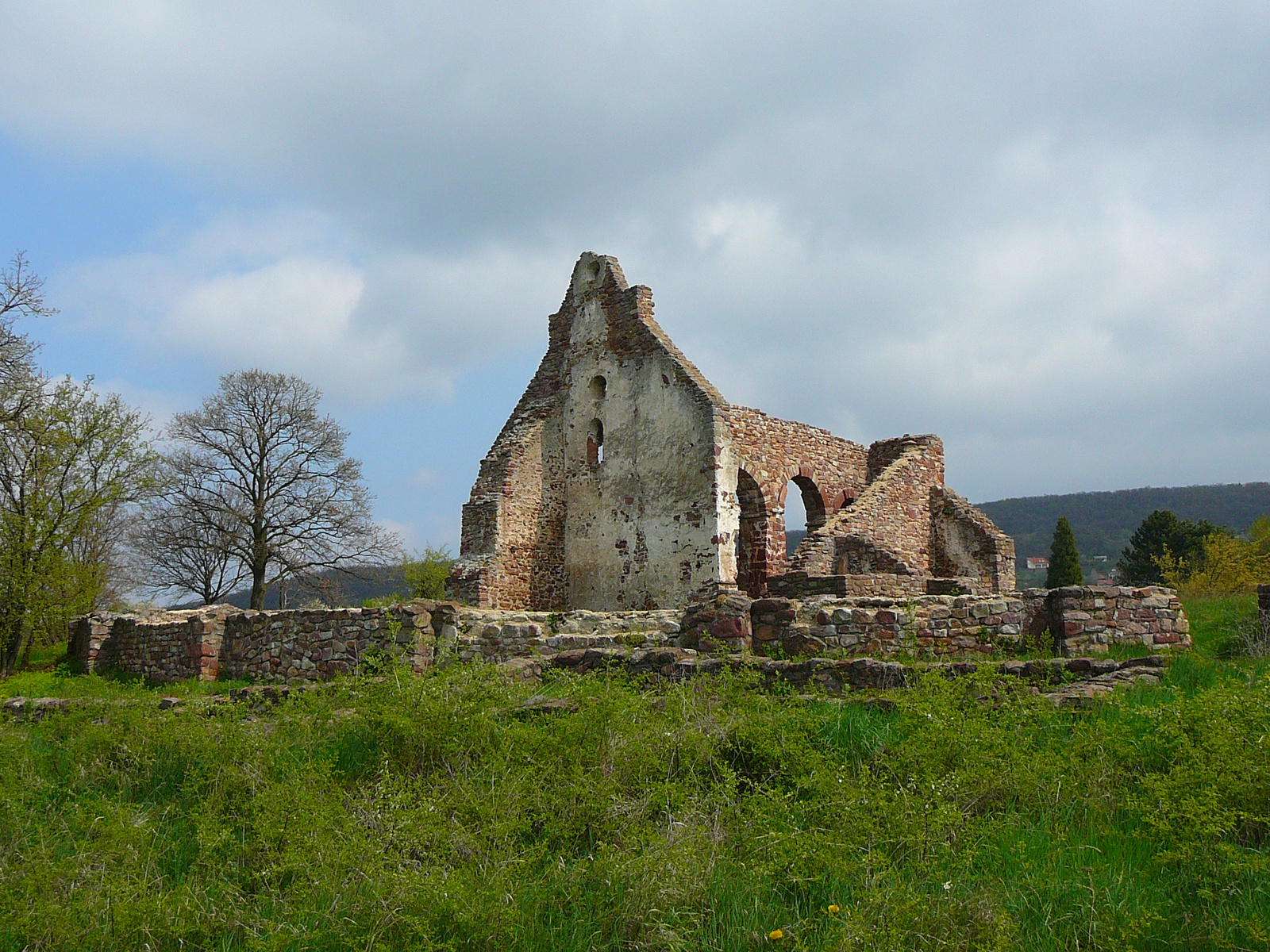
A templomrom közelről

Nevét a község közvetlen közelében található, de a falu házai alatt is előforduló, hatalmas lapos sziklából álló kőtengeréről és annak főként malomkő, pincebolt, bástya, mezsgye céljára való bányászatáról, „vágásáról” kapta. Egyáltalán nem ritka, hogy egy szabad szemmel pusztán egy-másfél méter magasságúnak és kerületűnek látszó szikla a felszín alatt legalább ugyanekkora vagy még nagyobb terjedelmű. (A 2005-2006-os útfelújítások során ez komoly nehézségeket okozott.) A jelenség eredete egy ritka geológiai képződmény, a Pannon-tenger megkövesedett homokturzása. A kőtenger jelenlegi felszíne feltehetően csak a holocénben alakult ki. A kovásodott kőtömbökön látható egyes mélyedéseket és az üregeket gyökérnyomokként értelmezik a szakértők, amelyek az akkori talajtakaró lepusztulását követően alakultak ki a tömbök felszínén, A jellegzetes szélmarásos formák: sekély szélbarázdák, erősen lecsiszolt, sima, mázas felszínek.
A rendkívül kemény kvarchomokkőtömbök ellenállnak a felszíni pusztításnak. Mint valami megkövesedett nyáj, úgy sorakoznak a tömbök Kővágóörs és Szentbékkálla közelében.
A századfordulón még nagy területű kőhátak mai maradéka a védett salföldi, szentbékkálli, kővágóörsi kőtenger. A kövekbe a szél és víz kis barlangokat, tavacskákat formált. Színes moha, zuzmó, boróka, galagonya és szeder, apróbb fácskák adják meg a táj hangulatát.
A Küszöb-orra és az Ördög-szikla nevű csúcsok, a Kis- és a Lapos-Hegyes-tűvel, valamint a Tódi-forrással együtt érdekes kirándulóhelyek. A medence felé elnyúló sík legelők a húszhektáros Kornyi-tóig tartanak. A tónak mintegy kétharmadát borítja nádas, a környéke vizes mocsaras, a növényzet alacsony, egyes területeit legeltetésre használják. Lefolyástalan, vizét csak a csapadék táplálja.
- Kővágóörsi keleti kőhát
- Kővágóörsi nyugati kőhát maradványai
- evangélikus templom
- Római katolikus templom
- Sóstókáli templomrom
- Ecsérpusztai templomrom
- A Kornyi-tó
- A Lapos- és a Kis-Hegyestű tufakúpjai, szép kilátópontokkal
- Küszöb-orra savanyú talajú tölgyerdei
- Bajcsy-Zsilinszky Endre Emlékmúzeum

## Híres emberek
- Itt született 1829. január 10-én Bozzai Pál költő
- Itt született 1892. december 18-án Szalai József olimpikon tornász, műugró, sportvezető, politikus
- Itt élt Barla Mihály író
- Itt élt András Ferenc Kossuth-díjas filmrendező

## Információ
Polgármesteri hivatal, H-8254 Kővágóörs, Kossuth utca 1.
Telefon: (87) 464 017
Természetvédelmi Major, H-8256 Salföld
Balaton-felvidéki Nemzeti Park Igazgatóság H-8200 Veszprém, Vár utca 31. Tel.: (88) 427 855, 427 056